# 5287 Heishu
5287 Heishu (1989 WE) là một tiểu hành tinh vành đai chính được phát hiện ngày 20 tháng 11 năm 1989 bởi Mizuno và Furuta ở Kani.